# 과천중앙고등학교
과천중앙고등학교(果川中央高等學校)는 대한민국 경기도 과천시 갈현동에 있는 공립 고등학교이다.

## 학교 연혁
- 2000년 1월 8일 : 과천중앙고등학교 36학급 설립 인가
- 2000년 3월 1일 : 초대 태동옥 교장 취임
- 2000년 3월 7일 : 과천중앙고등학교 개교
- 2000년 3월 7일 : 제1회 입학식(14학급 589명)
- 2002년 3월 25일 : 소강당 완공(관리동 4층)
- 2002년 11월 26일 : 교지 [율향] 창간
- 2003년 2월 13일 : 제1회 졸업식(530명)
- 2003년 5월 15일 : 교훈탑 제막식
- 2005년 10월 14일 : 도서관 교수-학습센터 개관
- 2008년 2월 20일 : 체육관(율향관) 준공
- 2023년 9월 1일 : 제8대 윤영진 공모교장 취임
- 2023년 12월 22일 : 제22회 졸업식(7학급 163명, 누계 7,867명)
- 2024년 3월 4일 : 제25회 입학식 (8학급 179명)

## 참고 자료
- 과천중앙고등학교 - 한국교육학술정보원 학교알리미